# Björn Lagerström
Björn Lagerström, född 3 april 1987 i Kungsör, är en svensk sångare och musiker. Han är dansbandet Barbados sångare sedan maj 2007. Han tilldelades Guldklaven 2007 i kategorin "Årets uppstickare". I januari 2022 avslutade han sin tid i Barbados.

## Källhänvisning
1. ↑  ”Arkiverade kopian”. Arkiverad från originalet den 12 januari 2014. https://web.archive.org/web/20140112111414/http://www.barbados.se/. Läst 16 april 2009.
2. ↑  ”Guldklaven; Vinnare genom tiderna”. Får jag lov. http://fjl.se/tidningen/guldklaven/. Läst 13 november 2018.
3. ↑  https://www.facebook.com/barbadosonline/posts/329406655665664